# Grande synagogue de Tel Aviv
La Grande synagogue de Tel-Aviv (en hébreu: בית כנסת הגדול תל אביב) est située 110 rue Allenby, à l'intersection avec la rue Ahad Ha'am, dans le quartier Lev Hair (centre-ville) de Tel Aviv, Israël. Il s'agit de la plus grande synagogue d'Israël.
Les offices ont lieu tous les jours.

## Historique

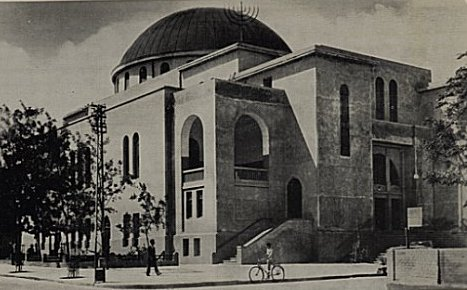
La grande synagogue dans les années 1930

Dès sa création en 1905, Tel Aviv s'est développée comme une ville juive moderne. Il s'est avéré rapidement nécessaire de bâtir des installations religieuses qui répondent aux besoins de ses habitants. Déjà en 1913, il est projeté la construction d'une grande synagogue, rue Yehuda Halevi, mais pour différentes raisons, ce projet n'aboutit pas.
En 1914, un terrain est disponible rue Allenby, et un concours est lancé auprès des architectes pour la construction de la synagogue. L'architecte allemand  Richard Michal remporte le concours, mais ce dernier est enrôlé dans l'armée allemande dès le déclenchement de la Première Guerre mondiale, et est obligé de quitter la Palestine. Il est remplacé par les architectes Yehuda Magidovitch et Alexander Baerwald (en), ce dernier particulièrement connu pour avoir déjà construit les bâtiments du Technion (1912), de l'école Reali (1912 à Haïfa) et de nombreux autres bâtiments publics à Tel Aviv et Haïfa.
Retardé à de nombreuses reprises pour des raisons financières, la cérémonie de la pose de la première pierre n'a lieu qu'en 1924 en présence du rabbin Abraham Isaac Kook. Seules des aides accordées par le baron Edmond de Rothschild permettent d'achever en 1925 les travaux engagés par l'entrepreneur Nathan Wilson. La cérémonie inaugurale se déroule en 1926.
Dans les années 1930 une arcade est rajoutée par Zeev Rechter (en), membre du mouvement Bauhaus en Israël.

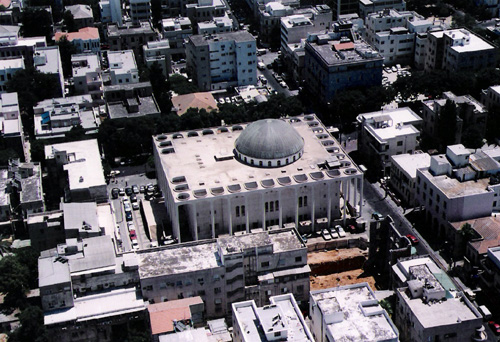
Vue aérienne de la synagogue

Dans les années 1960, il devient nécessaire d'adapter la synagogue aux besoins changeant de l'environnement urbain. Des travaux de grande envergure d'agrandissement du bâtiment et de mises aux normes modernes de sécurité sont réalisés en 1969 par l'architecte Aryeh Elhanani (en). À l'exception du dôme et de son tambour qui dépasse, l'ancien bâtiment de la synagogue est recouvert d'une terrasse sur toute sa surface, et l'ensemble est entouré d'une structure néoclassique de colonnes en béton, renforçant les parties anciennes et donnant à l'édifice un style moderniste. De nombreux changements sont aussi effectués à l'intérieur du bâtiment. Le mobilier est remplacé et tout l'éclairage modernisé.
En 1946, pendant la guerre d'indépendance, la cave et l'attique de la synagogue servent de cache d'armes au Lehi. Les armes sont découvertes par les troupes britanniques lors de fouilles effectuées pendant le Grand couvre-feu du 31 juillet 1946 en réplique à la Nuit des ponts du 17 juin et à l'attentat sanglant à l'hôtel King David à Jérusalem le 22 juillet. Une plaque commémorative rappelle cet évènement.

## Architecture

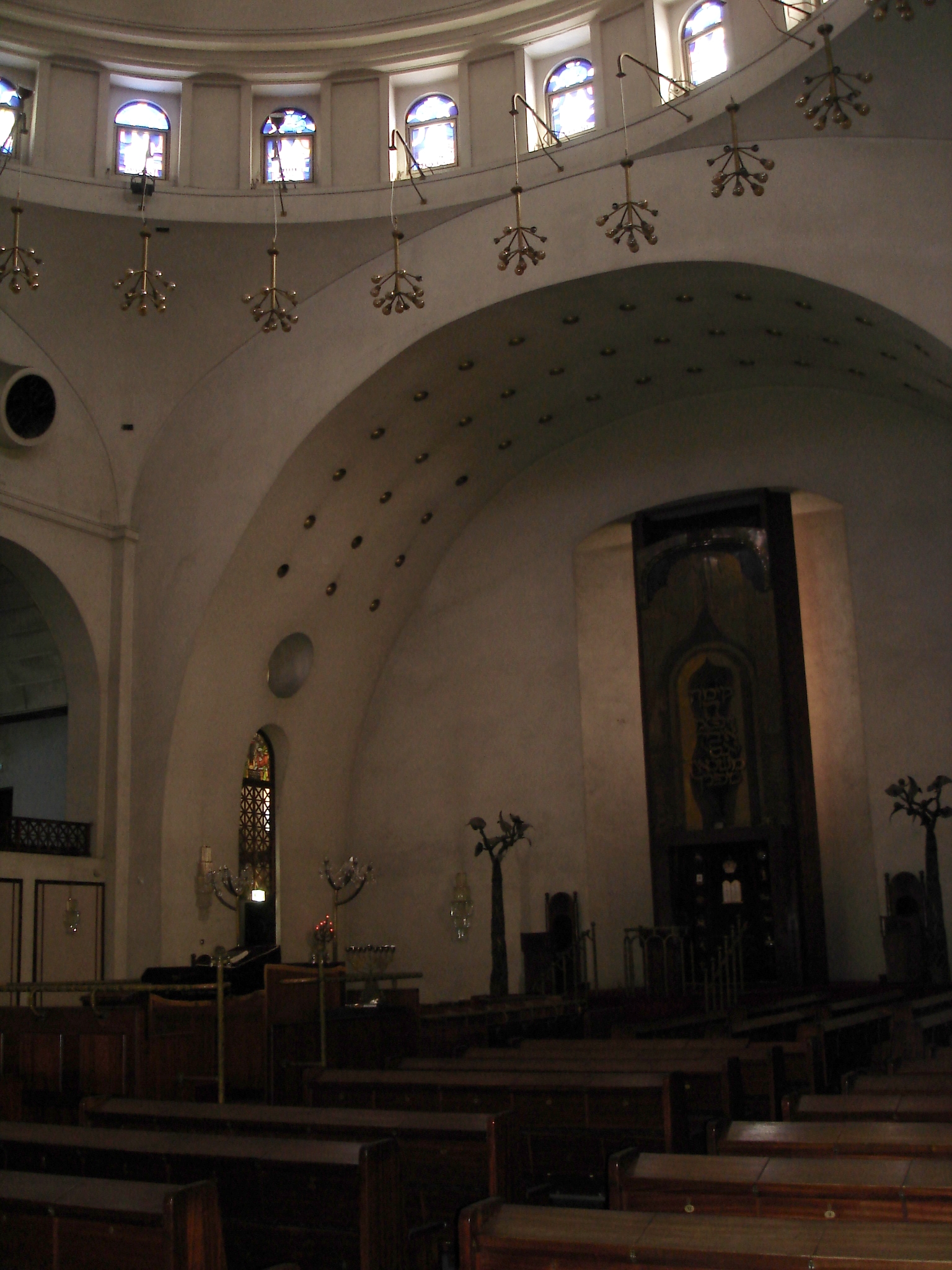
L'Arche Sainte et vue intérieure de la coupole

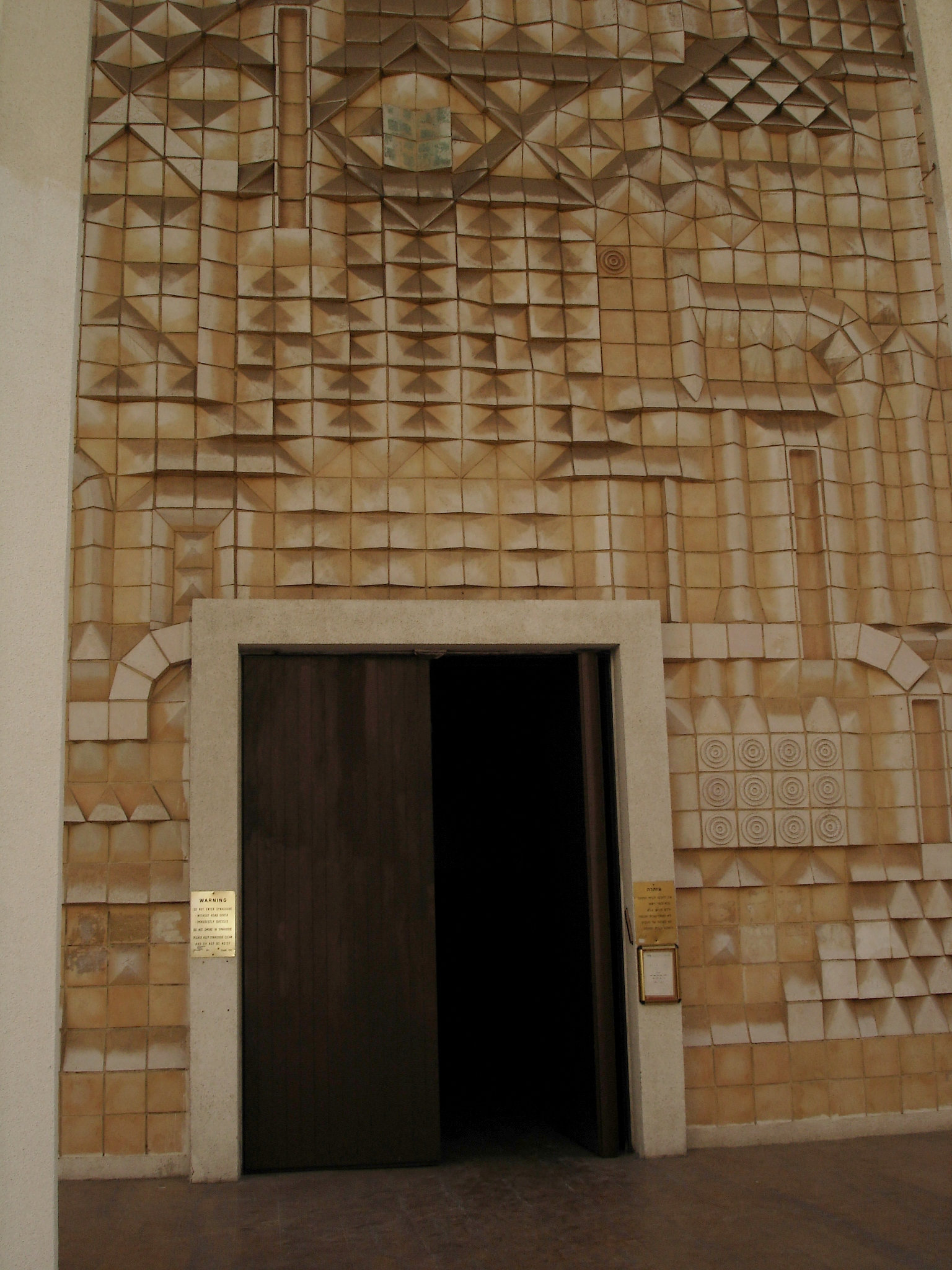
Entrée principale de la synagogue

La synagogue originelle est de style byzantin principalement pour l'intérieur, mais l'extérieur subit déjà certaines inspirations Art déco quant à la juxtaposition des différents volumes. Elle possède une  immense coupole dont le tambour est percé de 24 fenêtres à arc plein cintre, équipés de vitraux. La lumière pénètre aussi par de hautes fenêtres à vitraux regroupées par deux ou par trois et situées au niveau des galeries réservées aux femmes. Les vitraux sont des répliques de fenêtres de synagogues détruites en Europe pendant la Shoah. Ils ont été réalisés par Jacob Eisenberg (1897-1966), né en Russie et qui émigre en Palestine en 1913. Il étudie à l'École Bezalel de Jérusalem avant d'en être un de ses professeurs.
Aujourd'hui, la synagogue vue du ciel à la forme d'un parallélépipède rectangle entouré d'un encadrement de colonnes, dont seul émerge le dôme.
La synagogue dispose de 600 places assises pour les hommes et de 300 places pour les femmes sur le côté et la galerie. Lors des grandes fêtes de nombreux sièges sont ajoutés pour accueillir tous les fidèles.
Dans le milieu des années 1980, à l'initiative du président de la synagogue, Abraham Hatzroni, est installée une clôture donnant sur la rue Allenby, représentant la Synagogue Hourva, avec une horloge fixée sur sa  face avant. Cette œuvre commémore cette synagogue de Jérusalem, construite au XVIIIe siècle, et qui a été détruite par l'armée jordanienne pendant la guerre d'indépendance d'Israël en 1948. Depuis lors, la synagogue Hourva a été reconstruite quasiment à l'identique et reinaugurée en 2010.

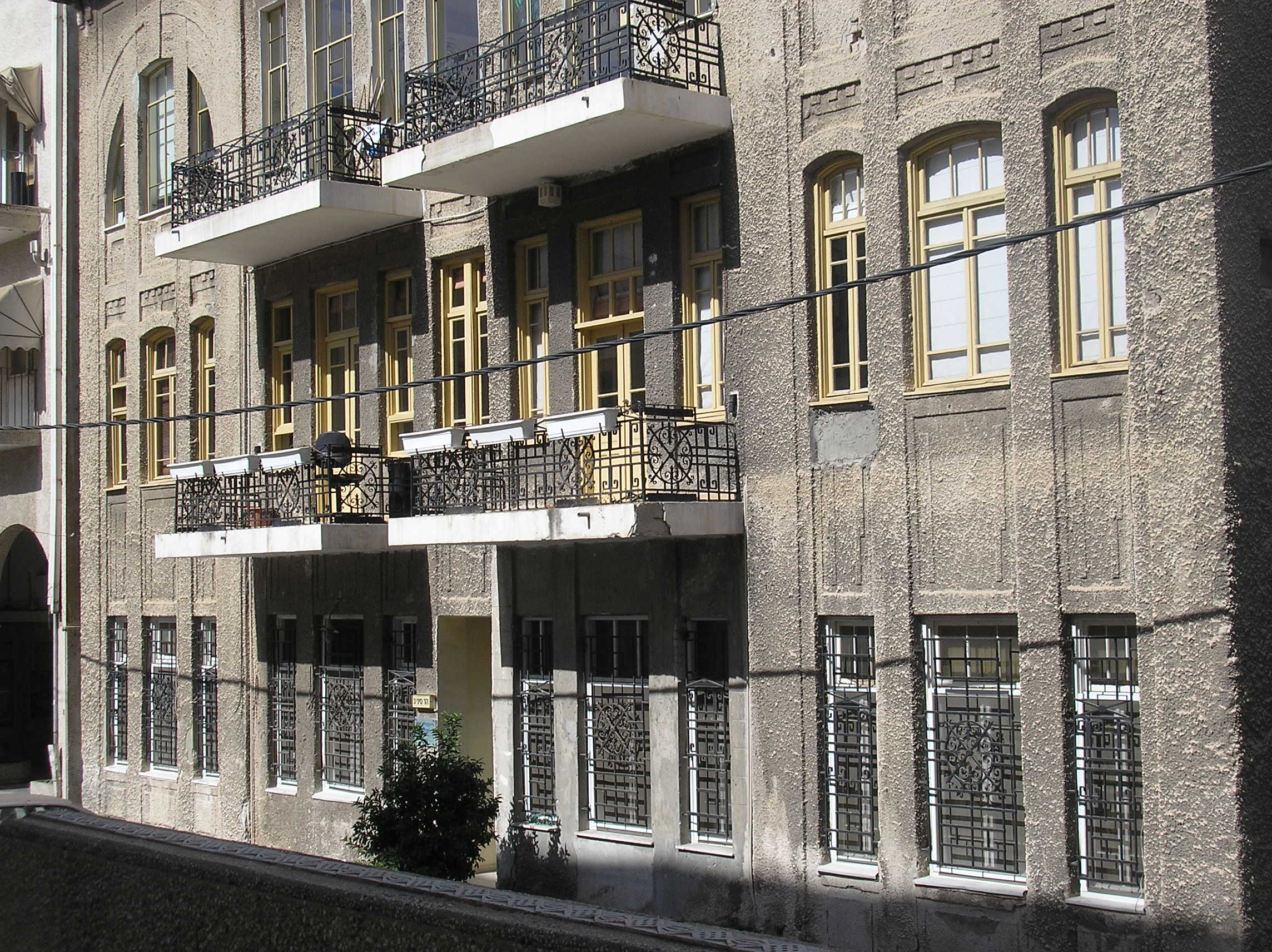
La Maison Manny, le seul bâtiment construit par Zeev Rechter sur la place devant la synagogue

## Alentours de la synagogue
Dans les années 1930, l'architecte Zeev Rechter est chargé d'aménager les alentours immédiats de la synagogue. Il conçoit une place dans le style italien sur le côté nord et le côté ouest, les deux autres côtés de la synagogue donnant directement sur la rue Allenby et sur la rue Ahad Ha'am. Cette place devait être bordée d'immeubles dont certains avec des arcades au rez-de-chaussée afin d'y installer des commerces.
Le projet n'a jamais été terminé et seule la Maison Manny, située juste en face de l'entrée de la grande synagogue a été construite.

## Les offices
En dehors des fêtes, la synagogue est ouverte tous les jours pour les offices de midi à 17 heures. Elle accueille aussi des conférences et différentes activités culturelles et éducatives.
Les offices se déroulent selon le rite ashkénaze orthodoxe.
Très fréquentée dans les années 1960, la synagogue a vu le nombre de ses fidèles diminuer en même temps que le changement social du quartier. D'un quartier d'habitations, le centre de Tel Aviv est devenu un quartier d'affaires avec une majorité de bureaux. Si la synagogue est pleine pour les fêtes, le nombre de fidèles n'est que de 20 à 30 pour les chabbatot.
Toutefois, ces dernières années, de nombreuses célébrités ont décidé de faire leur cérémonie de mariage dans cet imposant bâtiment, redonnant une certaine activité religieuse à la synagogue.

## Galerie

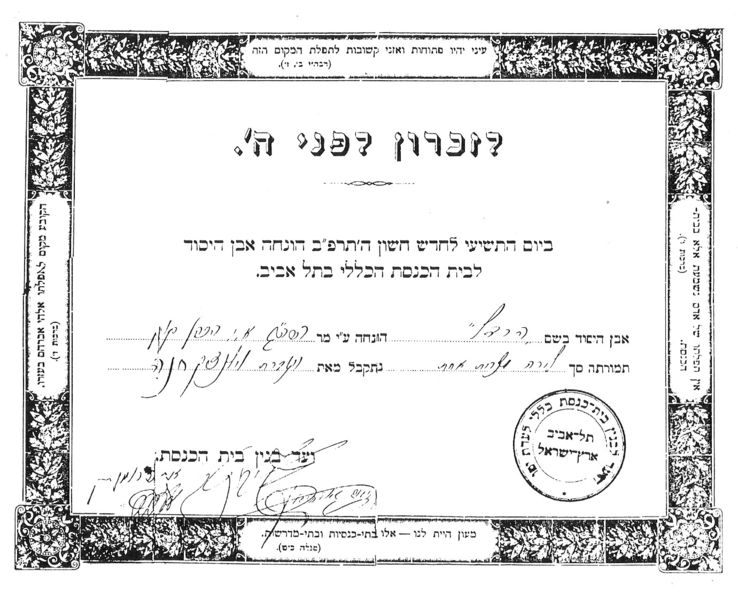
Certificat du rav Kook lors de la pose de la première pierre.
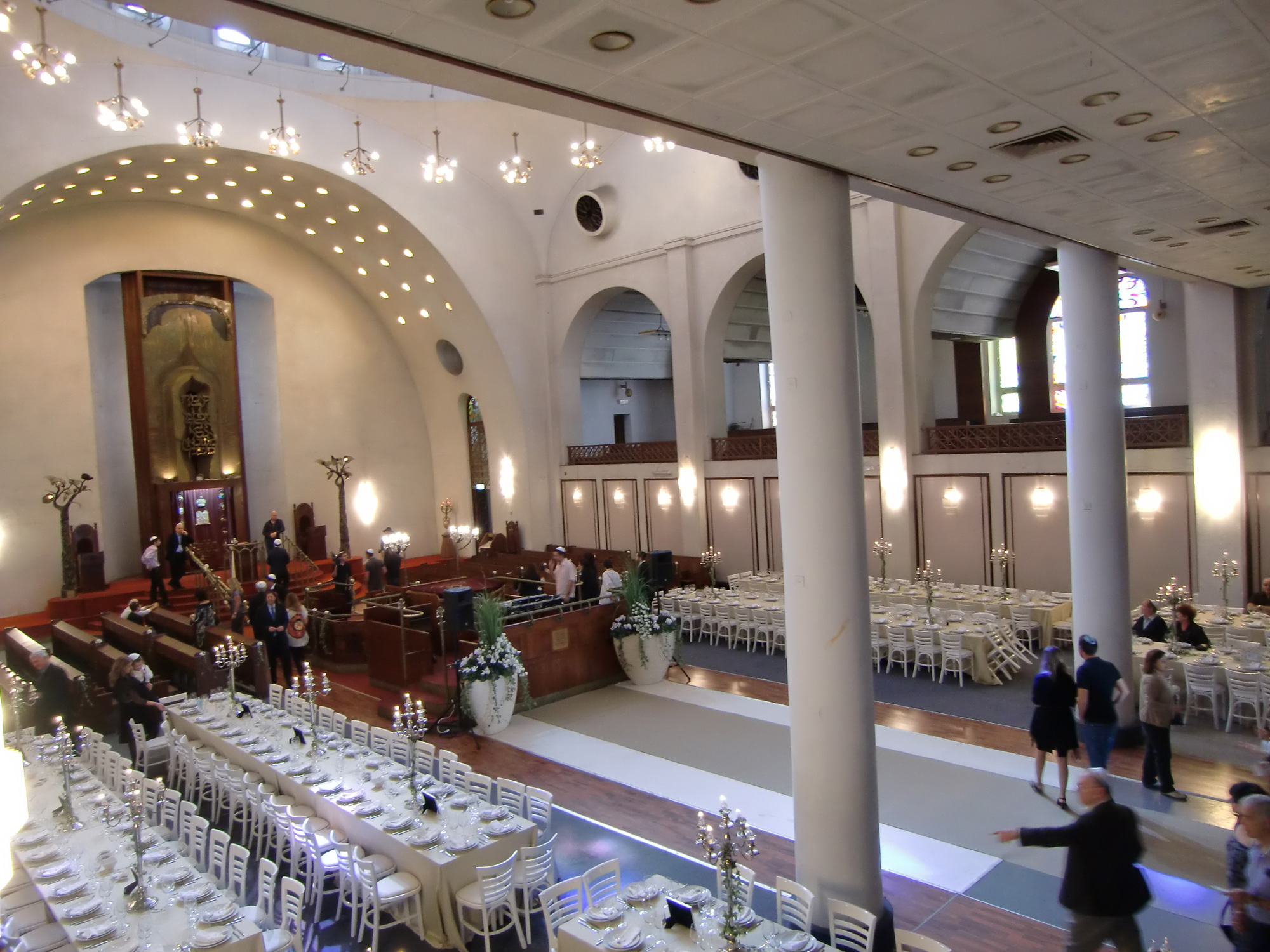
La synagogue préparée pour une cérémonie de mariage.
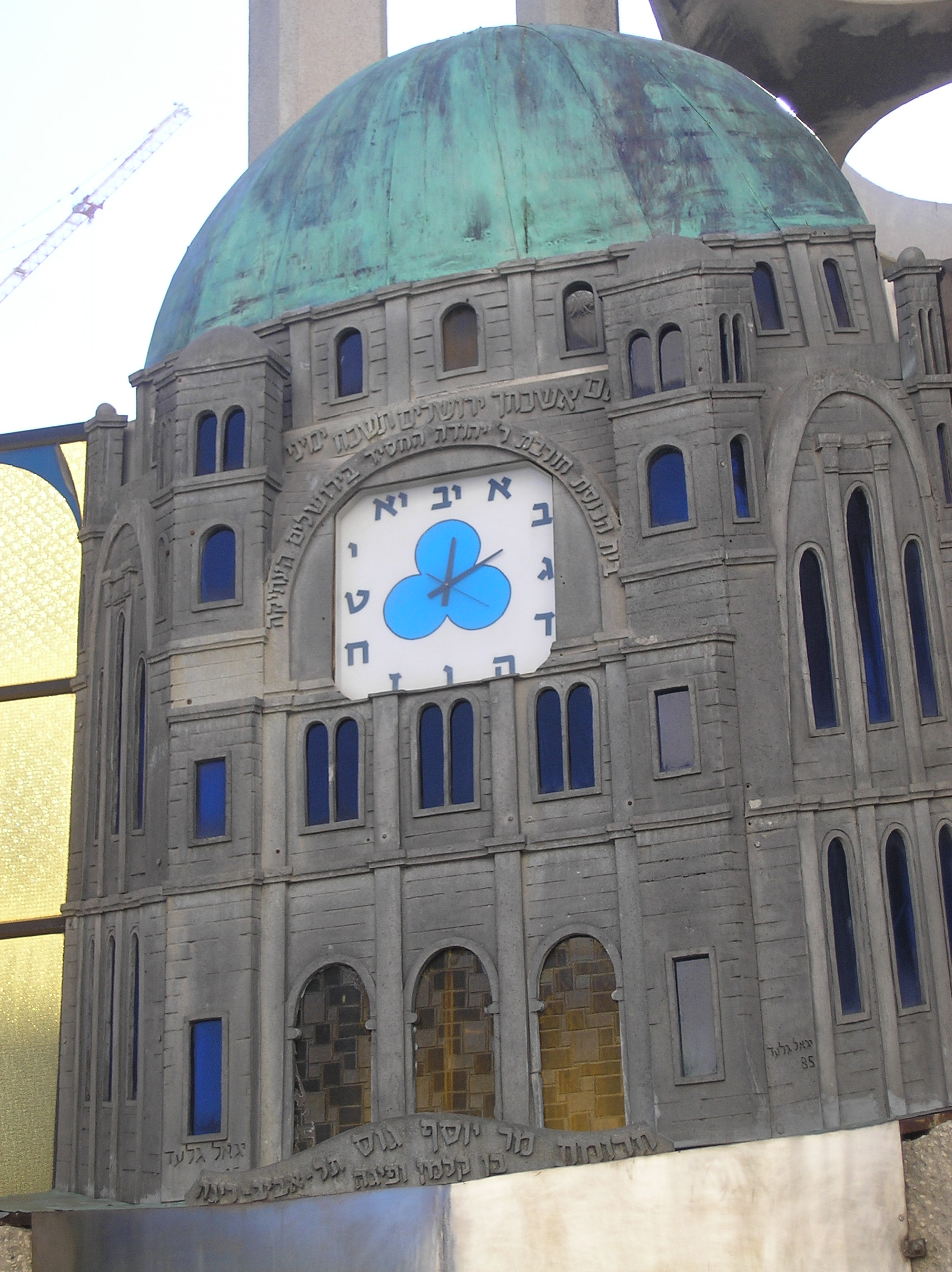
Horloge fixée sur la représentation de la synagogue Hourva.
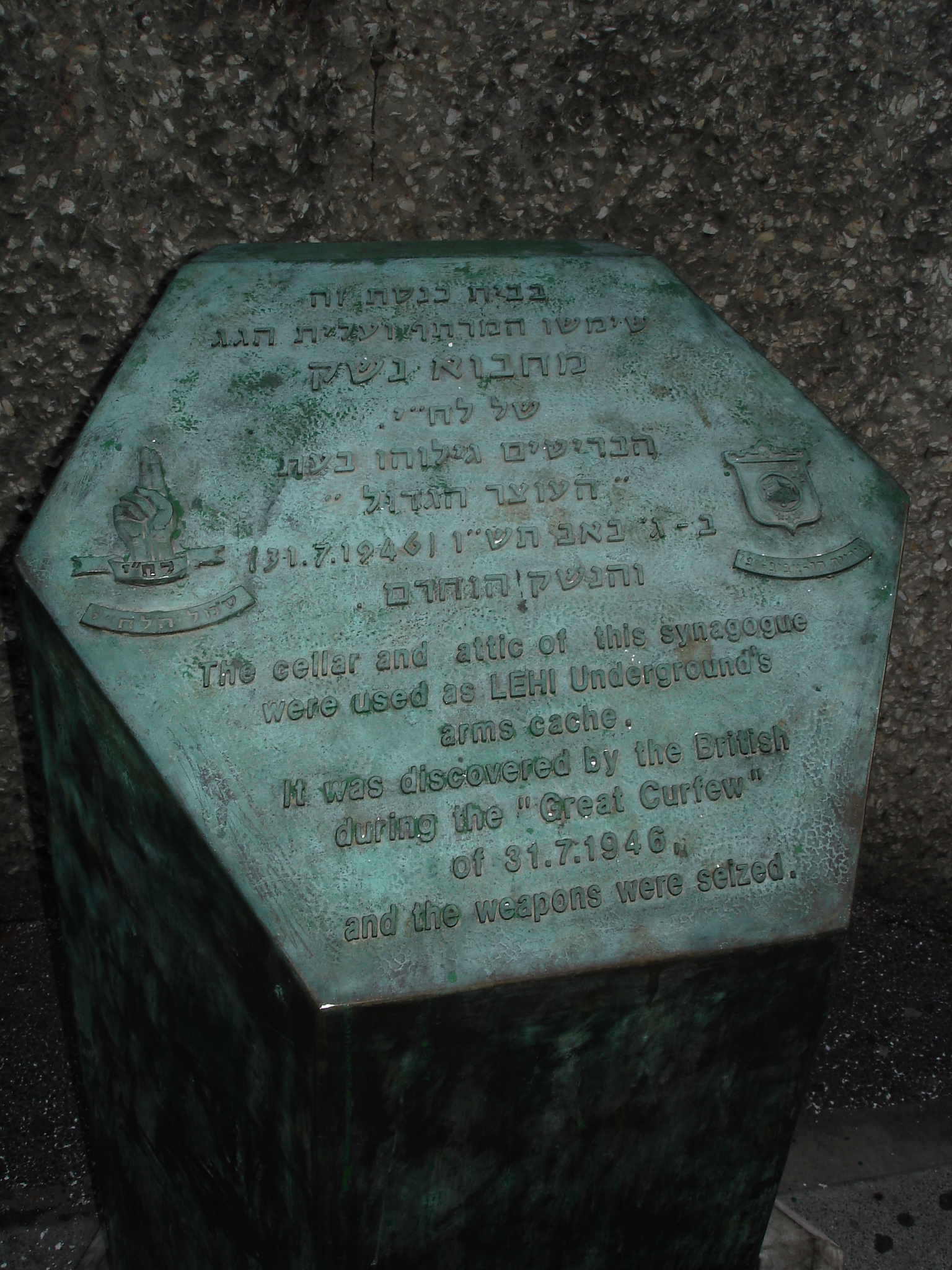
Plaque commémorative sur la découverte de la cache d'armes du Lehi.